# Лангемак Георгій Еріхович
Гео́ргій Е́ріхович Лангема́к (8 (20) липня 1898, Старобільське, Харківська губернія — 11 січня 1938, Москва) — український радянський учений німецького походження, головний інженер Реактивного Науково-дослідного інституту (РНДІ) № 3 Народного комісаріату оборонної промисловості з наукової частини, військовий інженер 1-го рангу; один із піонерів ракетної техніки й один з основних авторів реактивного міномета «Катюша». Основоположник досліджень по конструюванню реактивних снарядів на бездимному пороху, відкрив закон подібності, що дозволяє визначати геометрію сопла реактивного двигуна без тривалих і дорогих експериментів — аналітичним розрахунком. Увів у науковий обіг термін «космонавтика». Герой Соціалістичної праці (1991 р. — посмертно).

## Життєпис
Народився у Старобільську, Харківської губернії в родині Еріха Францовича та Марії Костянтинівни Лангемаків — викладачів французької мови в Олександрівській класичній чоловічій гімназії. Дитячі роки Лангемак провів у Старобільську, згодом родина переїхала до Єлисаветграду. Відомо, що 1912 року мати і сестра Георгія викладала у Єлисаветградській жіночій гімназії О. Н. Єфимовської.
У серпні 1908 року Георгій Лангемак вступив до восьмикласної Єлисаветградської чоловічої гімназії, яку закінчив зі срібною медаллю за відмінної поведінки 29 квітня 1916 року. Вирішивши присвятити своє життя вивченню японської філології, Георгій Лангемак того ж року вступив на філологічний факультет Петроградського університету.
У жовтні 1916 року Георгій Лангемак був мобілізований до російського війська. 29 жовтня 1916 року він пише прохання на ім'я начальника Школи Прапорщиків по Адміралтейству з проханням про прийом. 9 листопада 1916 року його зараховують до 4-го взводу. Служив у береговій охороні Фінської затоки. Згодом направлений у залогу Кронштадтської фортеці на посаду командира батареї, трохи пізніше став командиром форту «Тотлебен». Улітку 1917 року наказом по армії і флоту було переведено до мічманів. У 1918 році, після розвалу флоту, демобілізувався.
У червні 1919 року по офіцерській мобілізації вступив до лав Червоної армії й як офіцер флоту, призначений командиром батареї 4-го дивізіону артилерії Кронштадської фортеці, а потім комендантом форту «Тотлебен» 4-го дивізіону артилерії. Кандидат у члени ВКП(б) з лютого 1920 року, член Кронштадтської організації з червня 1920 року. Протягом півтора року у 1919—1921 роках був викладачем грамоти по лінії лікнепу у фортах «Риф» та «Тотлебен».
Під час Кронштадтського повстання Георгій Лангемак був заарештований бунтівниками та засуджений ними до розстрілу. Перебував під вартою упродовж 2 березня—18 квітня 1921 року, звільнений був лише після придушення заколоту вірними уряду більшовиків військами. 15 червня 1921 року призначений командиром 2-го дивізіону артилерії, начальником стройової частини, від 13 січня 1922 року — помічник начальника артилерії фортеці Кронштадта. У 1922 році Георгій Лангемак був виключений з ВКП(б) та вилучений з партійного обліку через вінчання у церкві з громадянкою Оленою Володимирівною Каменєвою.
У 1923 році Георгій Лангемак вступив до Військово-технічної академії РСЧА, а 1928 року закінчив її. Під час навчання разом з іншими слухачами академії під керівництвом викладача академії С. Сєрікова виконував замовлення лабораторії М. І. Тихомирова (з 1928 року — газодинамічна лабораторія).
Після закінчення академії Георгій Лангемак був призначений на посаду начальника артилерії Чорноморського флоту, але на прохання М. І. Тихомирова був залишений для роботи у Ленінградській газодинамічній лабораторії, де займався розробкою реактивних снарядів РС-82 мм та РС-132 мм. У 1934 році Ленінградська ГДЛ та Московська група вивчення ракетних двигунів (ГВРД), яку очолював Сергій Корольов, були об'єднані та створений Реактивний науково-дослідний інститут (РНДІ) № 3 Народного комісаріату оборонної промисловості СРСР. Після того, як посаду заступника директора РНДІ, яку займав С. П. Корольов, було скасовано, від 1934 року головний інженер РНДІ Г. Е. Лангемак став другою людиною в інституті. Він обіймав цю посаду до листопада 1937 року. У вересні 1935 року йому присвоєно персональне військове звання «військінженер 1-го рангу».
Під його керівництвом було розроблено бездимний тривалогорючий порох і ракетний снаряд із твердопаливним двигуном. Ці розробки стали основою для створення реактивних мінометів («Катюш»), що застосовували у німецько-радянській війні. Разом із С. П. Корольовим розробив й випробував перші ракети.
У першому збірнику наукових праць цього інституту опублікована стаття «Про єдину термінологію в системі позначень з ракетної техніки». Практично всі рекомендовані в ній формулювання закріпилися у вітчизняній ракетній техніці. Ефективно поєднуючи роботу головного інженера інституту з творчою роботою, Г. Лангемак керував роботами зі створення наземної, повітряної та морської артилерії.
1935 року виходить спільна книга видатного український радянського інженера В. П. Глушка та Г. Е. Лангемака «Ракеты, их устройство и применение». Георгій Еріхович був не лише автором розділу про порохові ракети, але й редактором усієї книги. Велике значення мали дві публікації Г. Лангемака у другому випуску праць інституту «Ракетна техніка». У статті «К вопросу об повышении скорости та дальности реактивных снарядов» дані рекомендації з оптимізації параметрів снаряда, що дозволяють значно збільшити дальність пострілу.
У другій статті «Ракетные авиационные бомбы» Георгій Еріхович висловив ідею про використання реактивної тяги для авіаційних бомб. Завершення досліджень з цієї теми він доручив молодому енергійному інженерові Володимиру Александрову. У 1937 році як «дітище» Тухачевського Реактивний науково-дослідний інститут зазнав «чистки». Керівництво інституту було заарештовано. 2 листопада 1937 року Георгій Лангемак був заарештований (ордер № А-810) органами НКВС м. Москви як німецький шпигун. Донос в НКВС був написаний завідувачем одного із відділів інституту А. Г. Костиковим та надісланий у квітні 1937 року до ЦК ВКП(б).

## Репресування
Георгій Еріхович Лангемак був необґрунтовано репресований та засуджений до вищої міри покарання — розстрілу з конфіскацією всього особистого майна. Опісля тривалих тортур в НКВД серед своїх спільників з «антирадянської діяльності» він зазначав І. Клейменова, С. Корольова, В. Глушка та Ю. Побєдоносцева.
За десять днів, 11 січня 1938 року, вирок був виконаний. 19 грудня 1955 року видатного діяча ракетної техніки реабілітовано. У 1991 році за ініціативою секції ветеранів ракетної техніки Указом Президента СРСР М. С. Горбачова від 21 червня 1991 року Г. Е. Лангемаку, разом з іншими творцями «катюші», посмертно було присвоєно звання Героя Соціалістичної Праці. У 1995 році комісією щодо увічнення пам'яті жертв політичних репресій було виявлено місце поховання Г. Е. Лангемака на Донському цвинтарі у Москві.

## Праці
- «Оперённые снаряды, тяговые ракеты», «Проектирование реактивных снарядов и тяговых ракет». вып. 1. — Л., 1934;
- «Ракеты, их устройство и применение». М. — Л., 1935 (спільно з В. П. Глушком).
- Патенти та заявки на винахід (більше 40), у тому числі (упродовж 13 квітня 1930 — 28 травня 1933 років), що були подані спільно з В. А. Артемьєвим (1), Б. С. Петропавловським (8), В. І. Дудаковим (1) та Я. С. Рудіним (1).

## Вшанування пам'яті
Його науковий вклад у розвиток реактивної техніки великий. У 1966 році, за ініціативою академіка В. П. Глушка, у пам'ять про видатного вченого, Міжнародний астрономічний союз назвав на честь Лангемака один із кратерів на зворотному боці Місяця
У 2015 році на честь Георгія Лангемака названа вулиця у Старобільську.